# بولين ماري أرماند كرافين
بولين ماري أرماند كرافين (بالفرنسية: Pauline de La Ferronnays)‏ هي كاتِبة فرنسية، ولدت في 12 أبريل 1808 في لندن في المملكة المتحدة، وتوفيت في 1 أبريل 1891 في باريس في فرنسا.